# Nonesuch Records
Nonesuch Record is een Amerikaans platenlabel in 1964 in New York opgericht door Jac Holzman als klassiek budgetlabel. Het was vanaf de oprichting een dochteronderneming van Elektra Records, en werd later een sublabel van de Warner Music Group.

## Oprichting
Nonesuch werd opgericht met als doelstelling klassieke muziek uit te brengen voor ongeveer de helft van de gangbare prijs van LP's. Om dit te bereiken werd royaltievrije muziek uitgebracht, meestal uitgevoerd door Europese musici. In eerste instantie werd voornamelijk barokmuziek uitgebracht van o.a. Johann Sebastian Bach, Georg Philipp Telemann en Vivaldi.
Er was ook wat muziek uit latere tijden, Günter Wand dirigeerde de Missa solemnis van Ludwig van Beethoven, Carl Schuricht dirigeerde Anton Bruckner's 7e symfonie en Pierre Boulez dirigeerde het  Orchestre National de la R.T.F in Strawinsky's Le Sacre du printemps.

## 1965-1979: Teresa Sterne
Teresa Sterne (Brooklyn,29 maart 1927 - Manhattan, december 2000 leidde Nonesuch Records van 1965 tot 1979; ze was niet alleen verantwoordelijk voor alle beslissingen over artiesten en repertoire, maar ook voor het toezicht op de  onderscheidende vormgeving van de platenhoezen. Nonesuch had primeurs met electronische muziek zoals Morton Subotnick's album uit 1967 Silver Apples of the Moon (gemaakt op de Buchla 100) en bracht in 1966 een set van 2 LP's uit met Moog-geluiden inclusief een boekje van 16 pagina's genaamd The Nonesuch Guide to Electronic Music van Beaver & Krause (die 26 weken in de Top 100-hitlijst van Billboard heeft gestaan).
Een aantal van de meest opmerkelijke albums uit Sterne's tijd bij het label waren de release van George Crumb's Ancient Voices of Children, geïnspireerd door de gedichten van Federico García Lorca, waarvan meer dan 70.000 exemplaren werden verkocht; de opname van nieuw werk van Elliott Carter, inclusief zijn eerste en tweede strijkkwartet; en de ingebruikname en uitgave van Charles Wuorinen's Time's Encomium, dat het eerste elektronische werk werd dat in 1970 de Pulitzerprijs voor muziek won. Onder Sterne hielp Nonesuch een revival van ragtime in de Verenigde Staten op gang te brengen met de release van een serie Scott Joplin pianorags, uitgevoerd door Joshua Rifkin.
Sterne lanceerde ook de baanbrekende Explorer-serie, waarmee de basis werd gelegd voor een catalogus met wereldmuziek. De serie liep van 1967 tot 1984, met muziek uit niet westerse landen, en introduceerde de Gamelan-muziek buiten Nederland en Indonesië.
De abrupte beëindiging van Sterne in december 1979 was voor zo'n twintig Nonesuch-artiesten aanleiding om een brief te schrijven aan de redacteur van de New York Times om zich uit te spreken tegen de beslissing; verschillende opmerkelijke componisten, waaronder Elliott Carter en Aaron Copland, stuurden uit protest een brief naar de vice-president van het moederbedrijf, Warner Communications.
Sterne werd vervangen door de jongere broer van de oprichter, Keith Holzman, een productiechef die vijf jaar het label leidde vanuit Los Angeles.

## 1984–2016: Robert Hurwitz

### Modern-klassiek
In 1984 werd Robert Hurwitz aangesteld om Nonesuch te leiden. Binnen de eerste twee jaar onder leiding van Hurwitz bracht Nonesuch albums uit van pioniers op het gebied van Minimal music als Steve Reich (The Desert Music, 1985), John Adams (Harmonielehre, 1986) en Philip Glass (Mishima, 1985), naast andere hedendaagse muziek als van John Zorn (The Big Gundown, 1985) en het Kronos Quartet (Kronos Quartet, 1986).
Met het World Saxophone Quartet werd een Duke Ellington-album genaakt en met sopraan Teresa Stratas een Kurt Weill-album.

### Wereldmuziek
Tot de successen van Nonesuch op gebied van wereldmuziek in de jaren tachtig behoorden de release van Le Mystère des Voix Bulgares, een opname van het vrouwenkoor van de Bulgaarse staatstelevisie, en het Amerikaanse debuut van de Gipsy Kings, dat platina kreeg met meer dan een miljoen verkochte albums.
Nonesuch allergrootste succes werd de release van de Buena Vista Social Club, dat de meest verkochte plaat in de geschiedenis van het label werd, gevolgd door vele succesvolle solo-opnames van de sterren van de originele door Ry Cooder geleide sessies in Havana op Cuba.

### Pop
Na de komst van David Bither in 1994 als vice-president, werden ook artiesten uit een heel ander genre gecontracteerd, zoals Emmylou Harris, k.d. Lang, Randy Newman, Shawn Colvin en Ry Cooder.
Nadat rockband Wilco door Reprise Records was afgewezen, bracht Nonesuch 4 studioalbums van deze groep uit, ander commercieel succes was er met de bluesrockers The Black Keys.

### Soundtracks
Nonesuch heeft een catalogus opgebouwd met Broadway-castopnames (soundtracks van musicals met de originele cast) en soundtracks van films, waaronder verschillende werken van Stephen Sondheim, zoals Gypsy (muziek van Jule Styne, teksten van Sondheim) uit 1998; Into the Woods uit 2002 en A Little Night Music uit 2010.
Van Sweeney Todd verschenen zowel de musical-versies als de op de musical gebaseerde verfilmingen.
De catalogus van filmsoundtracks bevat o.a. de composities van Philip Glass. Zijn eerste Nonesuch-opname, de soundtrack van Paul Schrader's Mishima: A Life in Four Chapters uit 1984, was het begin van een decennialange relatie met het label. Opvallende soundtracks waren Godfrey Reggio's woordeloze films Powaqqatsi en Koyaanisqatsi, de Errol Morris-documentaire The Thin Blue Line, Martin Scorsese's film Kundun uit 1997 en The Hours, gebaseerd op het boek van Michael Cunningham. 
Mishima was ook het eerste Nonesuch-album met het Kronos Quartet. Kronos werkte ook samen met de Britse componist Clint Mansell aan de Darren Aronofsky-films Requiem for a Dream (2000), The Fountain (2006) en Noah (2014); de Requiem-soundtrack bevatte het stuk "Lux Aeterna", dat later populair werd voor gebruik in filmtrailers en commercials.
Nonesuch heeft ook het filmwerk van Radiohead-gitarist Jonny Greenwood uitgegeven, waaronder de voor een Oscar genomineerde muziek in There Will Be Blood (2007) en The Master (2012) van schrijver-regisseur Paul Thomas Anderson.
Andere soundtrack-uitgaves van Nonesuch zijn onder andere Jon Brions filmmuziek voor Paul Thomas Andersons film Punch-Drunk Love uit 2002, Stephin Merritts liedjes voor Pieces of April (2003), Thomas Newmans muziek voor de HBO-miniserie Angels in America (2007) en Carter Burwells muziek voor True Grit (2010) van de gebroeders Coen. De relatie met de Coens kreeg een vervolg met de release in 2013 van de soundtrack voor Inside Llewyn Davis.

### Reorganisatie
Eind jaren negentig, werd na herstructureringen Nonesuch verplaatst van Elektra naar Warner Music International, in de vroege jaren 2000 naar Atlantic Records en vanaf 2004 naar Warner Bros. Records.

## Vanaf 2017:David Bither
David Bither, die 20 jaar als senior vicepresident van Nonesuch had gewerkt, werd vanaf 2016 co-president van het label met Hurwitz en in 2017 enig president. Kris Chen, voorheen werkzaam bij XL Recordings, werd in september 2016 aangenomen als senior vicepresident. 
In maart 2017 werd aangekondigd dat Nonesuch het derde album Crack-Up van popbarokband Fleet Foxes zou uitbrengen.